# 安德逊桥

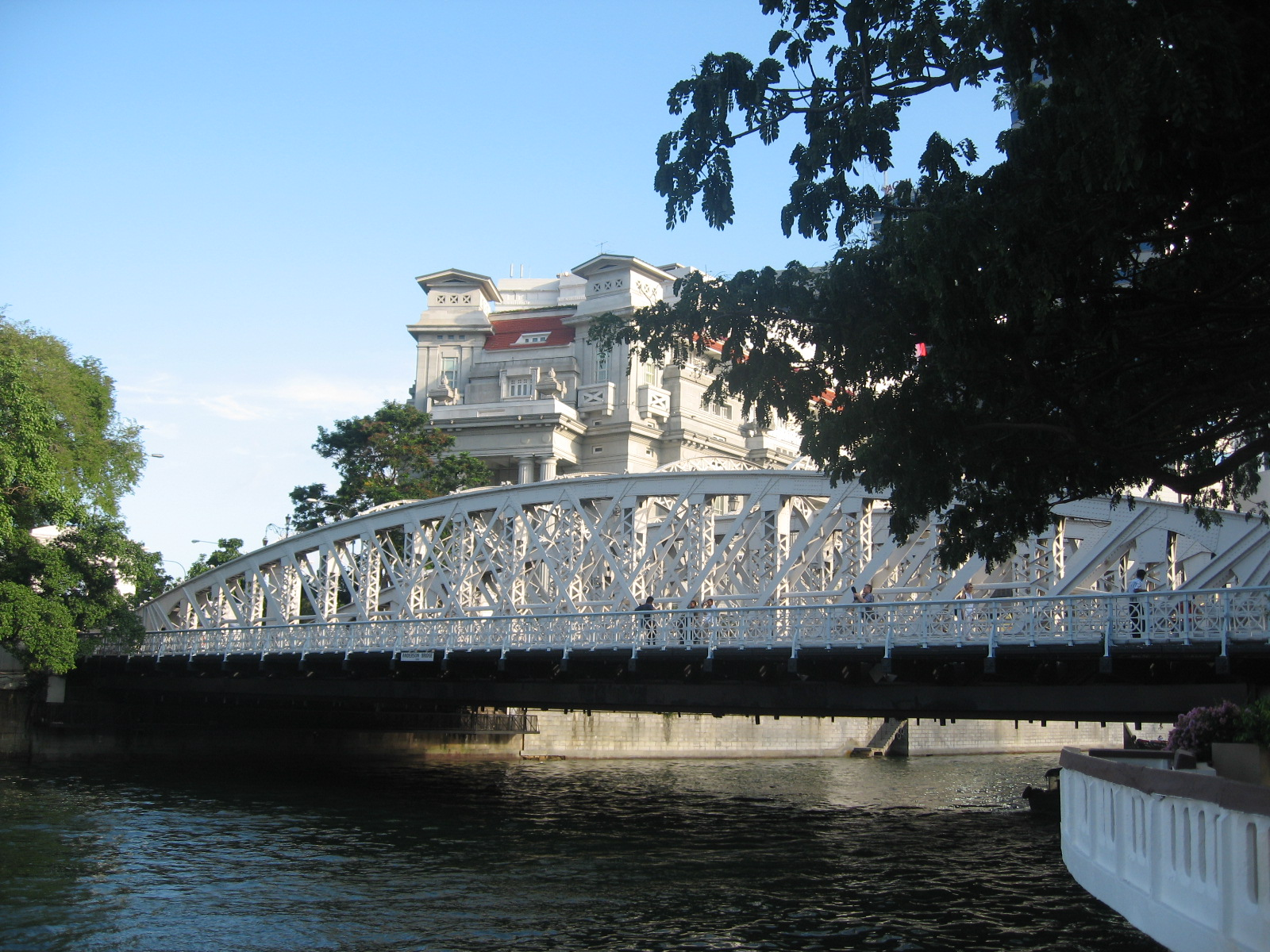

安德逊桥（英語：Anderson Bridge），是新加坡市中心的一座桥梁，世界知名桥梁，跨新加坡河，靠近河口。长70米，宽28米。安德逊桥连接南岸的珊顿道金融区与北岸的政府大厦，靠近浮尔顿酒店。
该桥于1910年3月12日开通，得名于总督安德逊，并由安德逊亲自主持开幕仪式。